# 26 Pułk Piechoty Liniowej
26 Pułk Piechoty Liniowej polski pułk piechoty okresu powstania listopadowego.

## Formowanie i zmiany organizacyjne
Sformowany 17 czerwca 1831 w Żejmach w Puszczy Białowieskiej jako 2 Pułk Piechoty Litewskiej. Zgodnie z etatem pułk miał składać się ze sztabu i trzech batalionów piechoty liniowej po cztery kompanie, winien liczyć 57 oficerów, 216 podoficerów, 40 muzykantów, i 2355 szeregowych frontowych i 27 żołnierzy niefrontowych. W sumie w pułku miało służyć 2695 żołnierzy.

## Walki pułku
Pułk brał udział w walkach w czasie powstania listopadowego.
Bitwy i potyczki:
- Wilno (19 czerwca),
- Poniewież (5 lipca),
- Kurszany (9 lipca),
- Malaty (16 lipca),
- Iwiem (22 lipca),
- Warszawa (6 i 7 września).

W 1831 roku, w czasie wojny z Rosją, żołnierze pułku otrzymali 6 złotych i 3 srebrne krzyże Orderu Virtuti Militari.

## Uzbrojenie i umundurowanie
Uzbrojenie podstawowe piechurów stanowiły karabiny skałkowe. Pierwotnie  były to karabiny francuskie wz. 1777 (kaliber 17,5 mm), później zastąpione rosyjskimi z fabryk tulskich wz. 1811 (kaliber 17,78 mm). Poza karabinami piechurzy posiadali bagnety i tasaki (pałasze piechoty). Wyposażenie uzupełniała łopatka saperska, ładownica na 40 naboi oraz pochwa na bagnet.
Umundurowanie piechura składało się z granatowej kurtki i sukiennych, białych spodni. Poszczególne pułki miały odmienne kolory naramienników, wyłogów oraz kołnierzy. Używano czapek czwórgraniastych. Po reformie w roku 1826 wprowadzono pantalony zapinane na guziki. Czapki czwórgraniaste zastąpiono kaszkietami z czarnymi daszkami i białymi sznurami. Na kaszkiecie znajdowała się blacha z orłem, numer pułku oraz ozdobny pompon.